# Liste der Naturdenkmale in Insel Poel
Die Liste der Naturdenkmale in Insel Poel nennt die Naturdenkmale in der amtsfreien Gemeinde Ostseebad Insel Poel im Landkreis Nordwestmecklenburg in Mecklenburg-Vorpommern.

## Naturdenkmale
| Bild                          | Nr.     | Bezeichnung | Standort                                          | Beschreibung | Schutzzweck | Verordnung |
| ----------------------------- | ------- | ----------- | ------------------------------------------------- | ------------ | ----------- | ---------- |
| mehr Fotos \| Fotos hochladen | NWM 068 | Eibe        | Neuhof-Seedorf (53° 59′ 53,9″ N, 11° 24′ 53,3″ O) |              |             |            |